# Raphidia (Raphidia) peterressli
Raphidia (Raphidia) peterressli is een kameelhalsvliegensoort uit de familie van de Raphidiidae. De soort komt voor in Europa.
Raphidia (Raphidia) peterressli werd voor het eerst wetenschappelijk beschreven door H. Aspöck & U. Aspöck in 1973.